# Žeryk

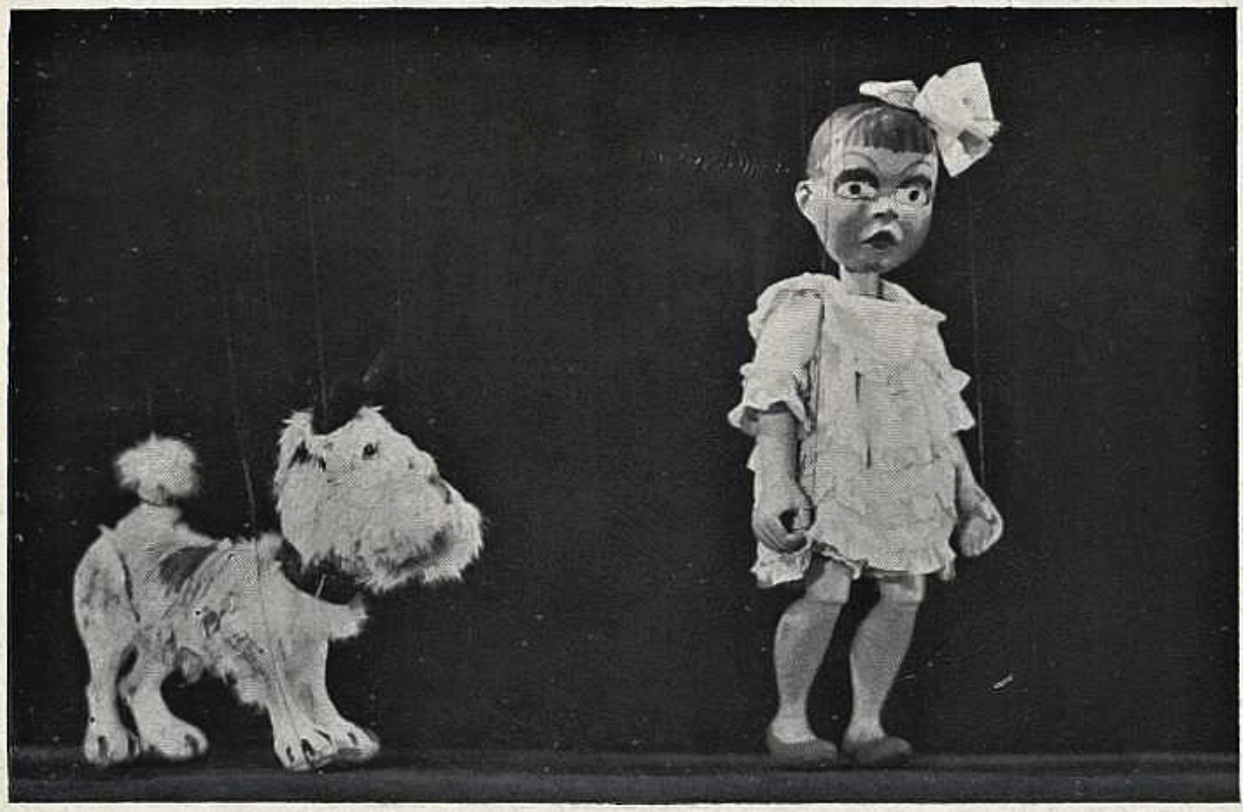
Jedna z nejstarších (ne-li nejstarší fotografie Žeryka a Máničky

Žeryk je loutka psa, vystupující v loutkovém Divadle Spejbla a Hurvínka. Žeryk je Hurvínkův pes, který je jeho nerozlučným druhem v mnoha dobrodružstvích. První loutku Žeryka vytvořil loutkář Gustav Nosek (rovněž autor Hurvínka) a poprvé se na scéně divadla objevil 19. dubna 1930 při premiéře hry Revue z donucení autorů Josefa Skupy a Franka Weniga. Jednalo se o divadelní představení složené z jednotlivých skečů, v nichž se vedle Žeryka (vystupujícího pod jménem Žery) poprvé objevila i loutka Máničky. Hrané scény se prolínaly s hudebními výstupy, při nichž Spejbl, Hurvínek i Mánička zpívali na jazzové melodie. Po dubnové premiéře v Plzni Skupovo divadlo po tři dny (21., 22. a 23. května) hrálo Revue z donucení v Radiopaláci v Praze, kdy prostřední z představení (22. 5.) přenášel ve večerních hodinách tehdejší rozhlas.
Žeryk pouze štěká a jeho part tedy není pro interprety příliš náročný. V jeho roli se vystřídala celá řada herců. Zpočátku jej „namlouval“ sám Gustav Nosek, později František Flajšhanz, Miroslav Černý a Miroslav Polák. Od roku 2013 za pejska Žeryka štěká Ondřej Lázňovský v alternaci s Michalem Šturmanem a Zitou Morávkovou, která se stala první ženou interpretující tuto loutku V současné době za Žeryka promlouvá Martin Trecha a Michal Šturman. Žeryk je zpravidla jen pomocnou figurkou pro dokreslení příběhu, ale někdy získává i poměrně významnou roli. V některých hrách lze v jeho štěkotu rozpoznat slova, takže mu dětští diváci mohou rozumět.